# Stenochironomus albidorsalis
Stenochironomus albidorsalis är en tvåvingeart som beskrevs av Art Borkent 1984. Stenochironomus albidorsalis ingår i släktet Stenochironomus och familjen fjädermyggor. Inga underarter finns listade i Catalogue of Life.